# Chiesa di San Carlo Borromeo (Stolvizza)
La chiesa di San Carlo Borromeo è la parrocchiale di Stolvizza, frazione di Resia, in provincia ed arcidiocesi di Udine.

## Storia
È accertato che nella zona di Stolvizza, più precisamente in località Puie, fu edificata una chiesa nel 1627, sebbene la prima menzione di essa risalga alla relazione della visita pastorale del 1735 effettuata da Gian Domenico Fistulario, delegato dal patriarca di Aquileia Daniele Delfino. Detto edificio fu completamente distrutto durante un'alluvione. In seguito a questo fatto gli abitanti di Stolvizza decisero di riedificare la chiesa in un luogo più sicuro, posto più a sud. L'attuale chiesa venne costruita in due fasi: tra il 1747 ed il 1750 e tra il 1760 ed 1769. La consacrazione fu impartita il 6 luglio 1769 dall'arcivescovo di Udine Giovanni Girolamo Gradenigo. Tra il 1830 ed il 1834 l'edificio venne restaurato e, nel frattempo, nel 1833, era stata realizzata la Via Crucis, rifatta poi nel 1885 e anche nel 1946. La chiesa fu eretta a curaziale nel 1911, per poi essere eretta a parrocchiale il 19 gennaio 1953, affiancandosi così definitivamente dalla pieve di Prato. Intanto, nel 1931 era stata riedificata la facciata. Nel 1972 fu rifatto il tetto e tra il 2013 ed il 2014 la parrocchiale venne completamente ristrutturata. Infine, nell'estate del 2018, in seguito alla soppressione della forania di Moggio Udinese, alla quale la chiesa era aggregata, quest'ultima passò alla neo-costituita forania della Montagna.